# Campionati italiani assoluti di scherma del 1908
I Campionati italiani assoluti di scherma del 1908 sono stati organizzati dalla Federazione Italiana Scherma.
I titoli italiani del fioretto e della spada sono andati a Giuseppe Mangiarotti. Per lo schermidore bronese si è trattato del primo titolo nel fioretto e del terzo nella spada, dopo quelli del 1906 e 1907.
Nella sciabola Ceccherini ha vinto il titolo nazionale maschile.

## Podi

### Uomini
| Specialità  | Oro                  | Argento | Bronzo |
| Individuali |                      |         |        |
| Fioretto    | Giuseppe Mangiarotti | -       | -      |
| Spada       | Giuseppe Mangiarotti | -       | -      |
| Sciabola    | Ceccherini           | -       | -      |